# تلاعب نفسي
التلاعب النفسي (بالإنجليزية: Psychological manipulation)‏ هو نوع من التأثير الاجتماعي الذي يهدف إلى تغيير نظرة أو سلوك الآخرين من خلال تكتيكات مسيئة أو خادعة أو خفية،  تضع اهتمامات الشخص المتحكم كأولوية وغالبا على حساب الآخرين. يمكن اعتبار مثل هذه الأساليب استغلالية، أو مسيئة، أو ملتوية أو خادعة إلا أن تأثيرها الاجتماعي ليس سلبيا بالضرورة. كأن يحاول الطبيب إقناع المرضى بتغيير العادات غير الصحية. يمكن اعتبار التأثير الاجتماعي غير مؤذي بشكل عام في حال احترامه لحق الشخص المؤثر عليه في القبول أو الرفض بغير الأساليب التعسفية التي لا داعي لها، في المقابل قد يشكل التأثير الاجتماعي تلاعبا تحكميا خفيا وذلك بناء على سياقه ودوافعه.
قد تنبع ميول التلاعب النفسي من اضطرابات الشخصية الفئة ب مثل النرجسية، اضطراب الشخصية المعادية للمجتمع واضطراب الشخصية الحدي (عادة عن طريق التظاهر بالحزن أو استخدام الملاطفة، زرع بذور الشك في عقل شخص معين أو مجموعة معينة، الابتزاز العاطفي، محاولة للتأثير على شخص من خلال إظهار الاهتمام والمودة أو الإغواء بهدف الحصول على التعاطف وتجنب الهجر العاطفي). التلاعب النفسي مرتبط بمستويات عالية من الذكاء العاطفي والتعاطف المظلم (في علم النفس، المتعاطف المظلم هو شخص قادر على التعاطف، ولكنه يستخدم تعاطفه للتظاهر بالشفقة، والتملق، واستغلال الآخرين) وهو عنصر رئيسي في بناء الشخصية المكيافيلية.
التلاعب هو ممارسة اساليب ومهارات معينة للتحكم أو السيطرة أو لاستخدام شيء أو شخص ما. لتشكيل الشي على الصورة المطلوبة أو لتوجيه الشخص إلى السلوك المطلوب لغرض تحقيق هدف مخفي عن الشخص المراد توجيهه.
سواء كان ذلك تمثالا قمت بنحته في حصة الفن الدراسية. أو الكيفية التي اقنعت بها صديقك كي يقوم بأداء واجبك لك. كلا الامرين يعتبران تلاعبا تحكميا.

## tmine set
يحدد معظم أخصائي الصحة النفسية اضطرابات الشخصية في عشرة أنواع رئيسية لكل منها نمطه وأعراضه والسلوكيات الانفعالية الخاصة بهِ. ويرون أن هناك الكثير من السمات الشخصية والاعراض الأساسية المشتركة بين معظم اضطرابات الشخصية. ويعد التلاعب التحكمي النفسي من أبرز هذهِ الأعراض والسمات.
للحصول على احتياجاتنا الشخصية والاجتماعية والعاطفية اليومية، يلجأ الشخص السليم لمجموعة متنوعة من الاستراتيجيات منها القيام بالعمل شخصيا، أو الطلب بأدب من شخص ما بأن يقوم به، أو عقد الصفقات، أو التعامل بصدق وأمانة... الخ.gdfgfdg
وقد يلجأ الشخص السليم إلى التلاعب في حدود ضيقة تتعلق ببعض المهارات الاجتماعية، كشراء هدية ما لشخص لإدخال البهجة لقلبهِ، أو التلميح بالرغبة في شيء ما.. الخ.
لكن بالنسبة للأشخاص الذين يعانون من اضطرابات الشخصية، فإنه بالرغم من توفر العديد من الطرق والاستراتيجيات الاجتماعية المباشرة، إلا أن الأساليب غير المباشرة - والتلاعب تحديدا - تبقى هي الأساليب المفضلة لديهم للحصول على احتياجاتهم ورغباتهم.
قد يمارس الشخص المضطرب الشخصية التلاعب التحكمي بشكل واعي ومتعمد على من حوله. لكن تركيزه في الغالب لن يكون على الشخص المتحكم به بقدر ما هو على اعماق نفسه. في الكثير من الحالات، يكون التلاعب التحكمي في الآخرين محاولة الشخص المضطرب نفسيا لتهدئة مشاعر ومخاوف داخلية بإنشاء نقطة تركيز في الطرف الآخر. تماما مثلما يتلاعب محرك العرائس بالعرائس تطلعا لاستجابة الجمهور.
وهذا يفسر سبب عدم فعالية المناداة بالإنصاف ومنطقية الحجج مع المصابين باضطرابات الشخصية ليتصرفوا بشكل أكثر عدلا ومحبة. بالنسبة لهم، فإن الأسبقية لمشاعرهم الخاصة، في حين قد تبدو مشاعر واحتياجات الآخرين صغيرة وتافهة.
وهذا قد يؤدي إلى خلل اخلاقي ظرفي في عقلية الشخص المضطرب الشخصية. بحيث تصبح الغاية (حل المشاعر الداخلية) تبرر الوسيلة (التلاعب، أو التحكم، أو ايذاء شخص مقرب).
هذهِ الأساليب ليست مؤهلة لتبرير السلوك التلاعبي التحكمي أو السلوك الجارح ولن تعود بالفائدة على أحد. لكن علينا ان نفهم أن هذا الفاصل موجود في عقلية الاشخاص المضطربي الشخصية.

## أبرز الأعراض والسمات
- التصرف باهتياج أو عنف أو بطريقة استفزازية من اجل إثارة ردة فعل غاضبة.. طريقة معرف باسم «الطعم»
- تمثيل دور الضحية لإثارة استجابة متعاطفة، معروف أيضًا باسم «التجني الذاتي»
- أفعال صريحة فيها إيذاء للنفس بهدف خلق أزمة مع الأهل والمقربين
- الخيانة العلنية أو المغازلة لأثارة غيرة الاخرين
- الانسحاب أو التجنب، أو المعاملة الصامتة لهدف دفع الطرف الآخر إلى المطاردة رغبة في التقرب
- تأليب شخصين آخرين ضد بعضها البعض من أجل خلق صراع بين الآخرين. طريقة معروفة باسم «توظيف وكيل» حيث يتم فيها استغلال شخص آخر التحكم في الشخص المراد التحكم فيه.
- ضبابية في الآراء والإجابات وتجنب المواجهة واستخدام أشخاص آخرين لإيصال الرسالة أو الفكرة المراد إيصالها.
- وعود لا يتم الإيفاء والإلزام بها مع توقع الالتزام من قبل الاخرين.
- الهيجان بهدف الحفاظ على جو من الصراع لدفع شخص ما لإبداء المزيد من الاهتمام.
- المراوغة والتحايل لإقناع شخص انسحب من العلاقة نتيجة التلاعب والتحكم به لكي يعود للعلاقة من جديد.